# إيوفيميا هاينز
إيوفيميا هاينز (بالإنجليزية: Euphemia Haynes)‏ هي رياضياتية أمريكية، ولدت في 11 سبتمبر 1890 في واشنطن العاصمة في الولايات المتحدة، وتوفيت في 25 مايو 1980.

## وصلات خارجية
- إيوفيميا هاينز على موقع الموسوعة البريطانية (الإنجليزية)